# 南哥打巴托省

南哥打巴托省

南哥打巴托省，菲律賓華人称南古達描島省，簡稱南古島省，是一個位於菲律賓民答那峨島的省份。首府為高倫那達市（Koronadal City，科羅納達爾市）。
根據地圖顯示的方位，其位於民答那峨島的南部，向北、向西的位置為蘇丹庫達拉省；向東、向南的位置則是面對薩蘭加尼省。

## 簡介
- 隸屬地區：SOCCSKSARGEN
- 時區：GMT+8
- 使用語言：英語、宿霧語、他加祿語、Hiligaynon、T'boli
- 人口：767,255人[3]
- 面積：3,936.0平方公里